# Unterseeboot UC-97
Pour les autres navires du même nom, voir Unterseeboot 97.
L'Unterseeboot UC-97 est un sous-marin (U-Boot) mouilleur de mines allemand de type UC III utilisé par la Kaiserliche Marine pendant la Première Guerre mondiale.

## Conception
Sous-marin allemand de type UC III, l'UC-97 avait un déplacement de 491 tonnes en surface et de 571 tonnes en plongée. Il avait une longueur hors tout de 56,51 m, un maître-bau de 5,54 m et un tirant d'eau de 3,77 m. Le sous-marin était propulsé par deux moteurs diesel 6 cylindres à quatre temps produisant chacun 300 ch (220 kW), soit un total de 600 ch (440 kW), et par deux moteurs électriques produisant 770 ch (570 kW), actionnant deux arbres d'hélice.
Le sous-marin avait une vitesse maximale de 11,5 nœuds (21,3 km/h) en surface et de 6,6 nœuds (12,2 km/h) en immersion. Son autonomie était de 9850 milles marins (18240 km) à 7 nœuds (13 km/h) en surface, et de 40 milles marins (74 km) à 4,5 nœuds (8,3 km/h) en immersion. Il lui fallait 15 secondes pour plonger, et il était capable d’opérer à une profondeur maximale de 75 mètres.
L’UC-97 était équipé de trois tubes lance-torpilles de 500 mm, un à l’arrière et deux à l’avant, avec sept torpilles, et d’un canon de pont de 10,5 cm SK L/45 ou de 8,8 cm SK L/30. Mais son arme principale était ses six puits de mine de 1000 mm portant dix-huit mines UC 200. Son effectif était de vingt-six membres d’équipage.

## Carrière
Le sous-marin a été commandé le 12 janvier 1916 et a été lancé le 17 mars 1918. Il a été mis en service dans la marine impériale allemande le 3 septembre 1918 sous le nom de UC-97. Comme le reste des bateaux UC III achevés, l'UC-97 n’a effectué aucune patrouille de guerre et n’a coulé aucun navire.

### United States Navy
Il est remis le 22 novembre 1918 aux États-Unis. L'UC-97 forma le Corps expéditionnaire sous-marin ex-allemand avec les U-111, U-117, U-140, U-164 et UB-88. Douze officiers de la marine des États-Unis et 120 hommes du rang ont été envoyés en Angleterre pour faire naviguer les sous-marins capturés à travers l’océan Atlantique afin d’être exposés aux États-Unis pour soutenir la collecte de fonds pour les Liberty Bonds. L'UC-97 quitta Harwich en avril 1919 avec les U-111, U-164 et UB-88. La flottille, escortée par l’USS Bushnell, fait escale aux Açores et aux Bermudes avant d’atteindre New York. L'UC-97 a navigué sur la voie maritime du Saint-Laurent jusqu’aux Grands Lacs sous le commandement du lieutenant commander Charles A. Lockwood. Lockwood a passé l’été 1919 à coordonner les escales avec les maires des villes situées sur les lacs Ontario, Érié, Huron et Michigan. À la fin du mois d’août, les machines allemandes du sous-marin ne répondaient plus de manière fiable à l’équipage de Lockwood. Le commandant du 9e district naval prit le contrôle de l'UC-97 alors que Lockwood et son équipage partaient prendre le commandement de l’USS R-25 en construction à Bridgeport, dans le Connecticut. L'UC-97 fut amarré au pied de Monroe Street et ouvert aux touristes dans le Grant Park de Chicago, au bord du lac.

### Destruction
Une clause du traité d'armistice exigeait que tous les navires de combat allemands détenus par les Alliés soient détruits avant le 1er juillet 1921. Tout l’armement, les machines de propulsion et l’équipement de navigation ont été retirés de l'UC-97 avant qu’il ne soit remorqué dans le lac Michigan par l’USS Hawk (IX-14) pour être utilisé comme cible lors de l’entraînement estival annuel des réservistes de la marine vivant dans le Midwest des États-Unis. L’USS Wilmette a tiré en 15 minutes 18 obus de canon de 4 cm pour couler l'UC-97 à 5 milles marins (20 km) au large de la côte de Highland Park, dans l’Illinois, le 7 juin 1921,. L’épave de l'UC-97  n’a pas été localisée avec certitude. Un article du Toronto Star de 2013 a rapporté que le sous-marin avait été retrouvé en 1992 par la société A and T Recovery, basée à Chicago,.

## Commandants
- Oberleutnant Walter Wiedemann : du 6 septembre au 11 novembre 1918